# Lucas Henveaux
Lucas Henveaux (25 september 2000) is een Belgisch zwemmer. Zijn favoriete slag is de vrije slag. 

## Levensloop
Henveaux werd in 2021 voor het eerst Belgisch kampioen op de 1500 m vrije slag kortebaan. Het jaar nadien behaalde hij zowel op de korte als op de lange baan Belgische titels op afstanden van 200 tot 1500 m vrije slag. Hij kon zich dat jaar voor het eerst plaatsen op een Europees kampioenschap. Op de Europese kampioenschappen in Rome werd hij in de kwalificaties van de 200 m vrije slag 18e. Hij kon zich plaatsen voor de halve finale waarin hij met de 15e tijd uitgeschakeld werd.
In april 2023 verbeterde hij tijdens de Belgische kampioenschappen te Antwerpen zowel het Belgisch record op de 200 meter vrije slag (1.46,31), als dat op de 400 meter vrije slag (3.46,59). Hiermee verzekerde hij zich op beide nummers van deelname aan de wereldkampioenschappen later dat jaar in het Japanse Fukuoka. Op de 400 m vrije slag zwom hij ook de limiet voor deelname aan de Olympische Zomerspelen van 2024 in Parijs. Hij veroverde op de derde dag van de Belgische kampioenschappen ook de titels op de 100 m en 800 m vrije slag. Op de wereldkampioenschappen eindigde hij op de 400 m vrije slag op een 13e plaats. Op de 200 m vrije slag werd hij als 15e uitgeschakeld in de halve finales. Tijdens een meeting in Derby verbeterde hij in oktober dat jaar ook de Belgische kortebaanrecords op de 400 m en 800 m vrije slag. Tijdens de Qulification Meet in Rotterdam begin december verbeterde hij ook het Belgisch record op de 800 m vrije slag.
In 2024 nam Henveaux deel aan de wereldkampioenschappen in Doha. Op de 400 m vrije slag kon hij zich in een Belgisch record plaatsen voor de finale. In die finale verbeterde hij dit record met meer dan anderhalve seconde en behaalde hij in 3.44,61 een vijfde plaats. Op de Olympische Zomerspelen van Parijs kon hij zich op de 400  vrije slag niet plaatsen voor de finale. Op de 200 m vrije slag wist hij zich met een Belgisch record te plaatsen voor de halve finale.  Daar werd hij met de elfde tijd uitgeschakeld. In de series van de de 800 meter vrije slag zwom hij een nationaal record maar dat voldeed niet om zich te kwalificeren voor de finale.

## Club
Henveaux is aangesloten bij Liège Natation, waar hij getraind wordt door zijn vader André. Hij zwemt en traint ook aan de universiteit van Californië in Berkeley.

## Internationale toernooien
| Jaar | Olympische Spelen                         | WK langebaan                              | WK kortebaan                           | EK langebaan         | EK kortebaan                            |
| ---- | ----------------------------------------- | ----------------------------------------- | -------------------------------------- | -------------------- | --------------------------------------- |
| 2022 |                                           | geen deelname                             | geen deelname                          | 15e 200 m vrije slag |                                         |
| 2023 |                                           | 15e 200 m vrije slag 13e 400 m vrije slag |                                        |                      | 400 m vrije slag · 11e 800 m vrije slag |
| 2024 | 11e 200 m vrije slag 12e 400 m vrije slag | 11e 200 m vrije slag 05e 400 m vrije slag | 200 m vrije slag · 4e 400 m vrije slag | geen deelname        |                                         |

## Belgische kampioenschappen
Langebaan
| Onderdeel        | Jaar             |
| ---------------- | ---------------- |
| 100 m vrije slag | 2023             |
| 200 m vrije slag | 2022, 2023, 2024 |
| 400 m vrije slag | 2022, 2023, 2024 |
| 800 m vrije slag | 2022, 2023, 2024 |

Kortebaan
| Onderdeel         | Jaar       |
| ----------------- | ---------- |
| 100 m vrije slag  | 2024       |
| 200 m vrije slag  | 2022, 2024 |
| 400 m vrije slag  | 2022, 2024 |
| 800 m vrije slag  | 2022, 2024 |
| 1500 m vrije slag | 2021, 2022 |

## Persoonlijke records
Langebaan
| Onderdeel        | Prestatie    | Datum            | Plaats    |
| ---------------- | ------------ | ---------------- | --------- |
| 100 m vrije slag | 49,52 s      | 23 april 2023    | Antwerpen |
| 200 m vrije slag | 1.46,04 (NR) | 28 juli 2024     | Parijs    |
| 400 m vrije slag | 3.44,61 (NR) | 11 februari 2024 | Doha      |
| 800 m vrije slag | 7.51,51 (NR) | 29 juli 2024     | Parijs    |

Kortebaan
| Onderdeel         | Prestatie     | Datum            | Plaats    |
| ----------------- | ------------- | ---------------- | --------- |
| 200 m vrije slag  | 1.41,13 (NR)  | 15 december 2024 | Boedapest |
| 400 m vrije slag  | 3.36,71 (NR)  | 12 december 2024 | Boedapest |
| 800 m vrije slag  | 7.37,01 (NR)  | 21 oktober 2023  | Derby     |
| 1500 m vrije slag | 14.43,07 (NR) | 23 november 2024 | Crisnée   |